# Can Vilar de la Muntanya
Can Vilar de la Muntanya és un edifici del municipi de Sant Just Desvern (Baix Llobregat) que forma part de l'Inventari del Patrimoni Arquitectònic de Catalunya. Les primeres dades de Can Vilar de la Muntanya daten del 1330.

## Descripció
És una masia que ha sofert reformes i ampliacions, conseqüència del seu ús rural. La seva façana és asimètrica, amb un portal dovellat de punt rodó i un ràfec de coberta treballat. Conserva les galeries, també amb arcs de punt rodó, sostinguts per pilars quadrats. Sota seu es descobreix un arc peraltat de pedra gairebé tapiat. Tot el conjunt està tancat per un corral o barri, on hi ha diverses construccions.